# Васильєв Олександр Семенович
Олександр Семенович Васильєв (31 серпня 1868, Миколаїв, Херсонська губернія, Російська імперія — 4 березня 1947) — російський радянський астроном і геодезист.

## Життєпис
Народився 31 серпня 1868 року в Миколаєві Херсонської губернії (нині Миколаївська область в Україні) в родині морського інженера-механіка.
1895 року з дипломом першого ступеня закінчив фізико-математичний факультет Новоросійського університету в Одесі. Вже в університеті почав наукову діяльність: досліджував обертання Венери. 1896 року направлений в Пулково — в Головну астрономічну обсерваторію, де й пропрацював до кінця життя.
У 1899—1900 роках як заступник начальника взяв участь у російсько-шведській експедиції градусного вимірювання на острові Шпіцберген. Під керівництвом Васильєва і за його безпосередньої участі встановлено сигнали і проведено астрономо-геодезичні спостереження на кількох пунктах основної мережі. Васильєв склав карту острова Західний Шпіцберген масштабу 1:21000.
По закінченні експедиції О. С. Васильєв опрацював отримані матеріали та 1915 року в Одесі видав книгу про роботу експедиції «На Шпіцберген і по Шпіцбергену під час градусного вимірювання» (З картою і 20 фот. на крейд. папері. — Одеса: «Коммерц. друк.» Б. В. Сапожнікова, 1915. — X, 141 с., [15] л. іл.).
Від 1903 року безперервно працював на Пулковській обсерваторії. Досліджував на пасажному інструменті коливання широти за спостереженнями проходжень зірок через площину першого вертикалу.
Також багато уваги приділяв педагогічній діяльності. 1919 року Новоросійський університет обрав його почесним доктором астрономії і геодезії.
У 1920—1924 роках О. С. Васильєв обіймав посаду старшого керівника геодезистів Військово-інженерної академії та гідрографів Морського відомства.

## Нагороди
- Орден Святої Анни II ступеня
- Орден Святого Володимира IV ступеня
- орден Трудового Червоного Прапора (10.06.1945)

## Пам'ять
Ім'ям О. С. Васильєва названо:
- льодовик на південному сході острова Західний Шпіцберген.
- гори на східному узбережжі острова Західний Шпіцберген.
- перевал у північно-західній частині Землі Серкапп на острові Західний Шпіцберген (відкрито й названо 3 квітня 1900 року).

Експедиції О. С. Васильєва на Шпіцберген присвячено російський художній фільм «Архіпелаг» (2021).

## Вибрана бібліографія
- Окончательное определение орбиты кометы 1895. III: [Доложено в заседании Физ.-мат. отд-ния 20 февраля 1897 г.] — СПб.: тип. Имп. Акад. наук, 1897. — 505—540 с.
- Влияние формы и приливов земной атмосферы на зенитные расстояния светил // «Известия Российской акад. наук». — 1919. Т. 13. Ч. 1. № 3.
- Выгоднейшие организации приведения горизонтальных направлений к центру. — [Ленинград], 1925. — [24] с.
- Надежнейший метод определения достоинства трубчатых уровней и достоинства их исследования: (Представлено акад. А. А. Белопольским в заседании Отд-ния физ.-мат. наук 26 апреля 1917 г.) / [Соч.] А. С. Васильева. — [Ленинград], [1925]. — 699—710 с.
- Оценка достоинства методов автора, В. Струве и Н. Цингера при исследовании трубчатых уровней: (Представлено акад. А. А. Белопольским в заседании Отд-ния физ.-мат. наук 27 мая 1917 г.) / [Соч.] А. С. Васильева. — [Ленинград], [1926]. — 85—112 с.: табл.
- Нереальная оценка точности нивелирований горизонтальной оси в пассажных инструментах. Ч. 1—3 // «Известия Акад. наук СССР. Отд. физ.-мат. наук». — 1928. — № 2. — С. 151—172; № 3. — С. 215—240; № 4—5. — С. 303—318.
- Условия надёжного нивелирования горизонтальной оси в пассажных инструментах // «Известия Акад. наук СССР. Отд. физ.-мат. наук». — 1928. — № 4—5.
- Значение величины, измеренной по нескольким эталонам несколькими наблюдателями. — [Ленинград], 1929. — [12] с.
- Математическое выражение технических особенностей русской триангуляции в Шпицбергенском градусном измерении. — 1929. — [18] с. вкл. ил.
- Уточнение результатов измерений посредством организации. — [Ленинград], 1929. — 17 с.
- Колебания широты Пулкова в 1896, 3—1902, 3 гг., по наблюдениям А. Д. Педашенко в первом вертикале на пассажном инструменте. — Л., 1936. — 91 с. — (Труды Главной астрономич. обсерватории в Пулкове. — Ser. 2. Vol. 48).